# Adrien Moignard

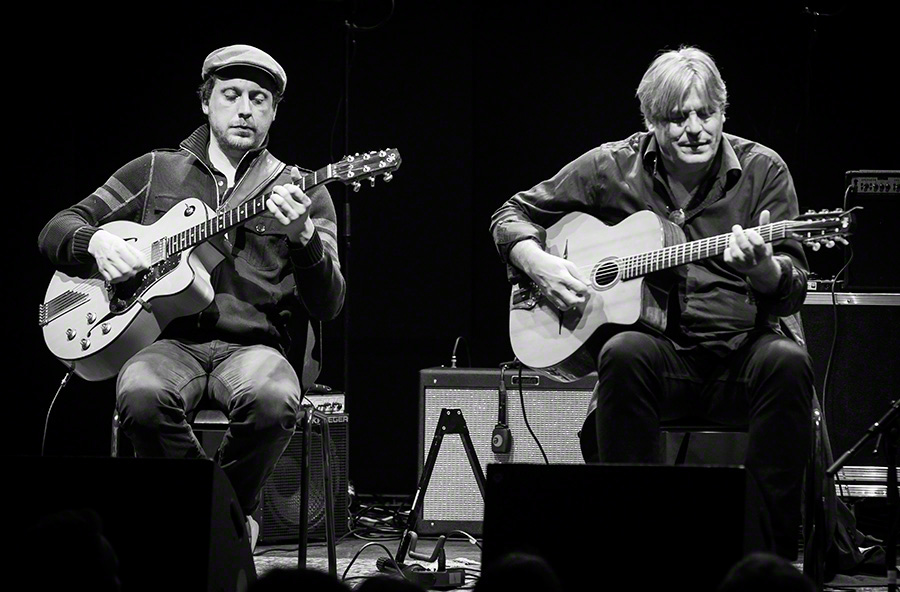
Adrien Moignard (links) mit Jon Larsen (Oslo 2016)

Adrien Moignard (* 29. April 1985) ist ein französischer Gitarrist des Gypsy-Jazz.

## Leben und Wirken
Moignard, der im Alter von zwölf Jahren die Gitarre entdeckte, ist auf dem Instrument Autodidakt. Vom Bluesrock drang er zur Musik von Django Reinhardt vor. Seit 2002 spielte er mit Musikern des Genres wie Samson Schmitt, Serge Krief, Ninine Garcia, Christophe Lartilleux, Ritary Gaguenetti, Sébastien Giniaux, oder Tchavolo Schmitt, um dann mit dem Ensemble Zaïti (mit Mathieu Chatelain an der Rhythmusgitarre und Jérémy Arranger am Bass) oder mit den Geigern Costel Nitescu oder Alexandre Cavaliere, den Akkordeonisten René Soppa oder Sylvain Fantino bzw. mit Gipsy Color aus Bordeaux aufzutreten. 2009 erhielt er einen Plattenvertrag bei Dreyfus Jazz. Neben Tonträgern unter eigenem Namen nahm er Alben mit dem Hot Club de Norvège, der Danish Radio Big Band, Ben Powell, Cyrille Aimée und Brady Winterstein auf; mit Rocky Gresset veröffentlichte er 2012 Entre Actes; im Duo mit Gonzalo Bergara entstand das Album Classico (2013). Er ist auch bei der zweiten Edition des Projektes Selmer #607 (mit Gresset, Sébastien Giniaux, Richard Manetti, Noé Reinhardt und Stochelo Rosenberg) zu hören; mit Giniaux, Gresset, Noé Reinhardt und Antoine Boyer folgte dann Selmer #607 VOL. III Anyversary Songs.

## Diskographische Hinweise
- Between Clouds (2012)
- All the Way (2010)
- Ensemble Zaïti Still Time (2008)